# Kareem Abdul-Jabbar
Kareem Abdul-Jabbar, rojen Ferdinand Lew Alcindor, ameriški košarkar, * 16. april 1947, New York, New York, ZDA.
Leta 1968 bil razglašen za najboljšega amaterskega košarkarja. Kot poklicni igralec nastopal za ekipi Milwaukee Bucks (1969-1975) in Los Angeles Lakers med letoma (1975-1989).
Nastopil je tudi v filmu Ali je pilot v letalu?

## Dosežki
- Zmagovalec NBA - 5-krat
- Najboljši strelec NBA - 1971/72
- Najboljši košarkar na svetu - 1976/77
- Najkoristnejši igralec lige NBA - 6-krat
- NBA statistika kariere: 38.387 točk na 1.560 tekmah